# Communauté rurale de Dya
La commune de Dya est une communauté rurale du Sénégal située à l'ouest du pays. 

## Administration
Dya est une commune appartement à l’arrondissement de Ngothie, département de Kaolack. Elle constitue l'une des plus grandes communes rurales du Sénégal. Elle se trouve à 7 kilomètres de la nationale 1. Elle est traversée par une piste rurale qui relie Sibassor, dans la banlieue de Kaolack à Ndiebel.
Elle fait partie de l'arrondissement de Sibassor, du département de Kaolack et de la région de Kaolack.
Elle est limitée par les communes de :
- Ndiebel au nord ;
- Sibassor au sud ;
- Gandiaye à l'ouest ;
- Mbadakhoune à l'est.

La commune de Dya compte 28 villages officiels répartis sur une superficie de 120 km2 dont 12 600 hectares de terres cultivables.
Le maire actuel est Ndiogou Mbodj.

## Climat
Il est de type soudano sahélien et est caractérise par deux saisons distinctes :
- Une saison sèche qui dure huit à neuf mois et se caractérise par une prédominance de l'harmattan qui est un vent chaud et sec.Les températures varient entre 25 °C en janvier et 45 °C entre avril-mai.
- Une saison des pluies qui dure trois à quatre mois et varie d'une année à une autre.

## Hydrologie
La commune capte principalement les nappes d'eau douce à faible concentration sont rencontrées entre 15 et 70 m. Elles sont exploitées à des fins d'irrigation (cultures maraîchères en saison sèche).

## Agriculture et élevage
L'agriculture mobilise la quasi-totalité des habitants de la commune qui sont traditionnellement des agro-pasteurs. En effet, elle occupe près de 92 % de la population active. Elle est de type extensif avec tradition animale et très dépendante de la pluviométrie qui varie dans cette zone entre 300 et 600 mm/an.
L'élevage qui se présente comme la seconde activité économique dans la commune. C'est une activité qui mobilise presque tous les habitants de la localité malgré le faible pourcentage d'éleveurs professionnels.

## Santé
La commune de Dya dispose de trois postes de santé (Dya, Ngothie, Sobii) et d'un hospital privé à Sagne Bambara.
Toutefois, ce potentiel médical, malgré son importance est loin d'assurer d'une couverture médicale correcte des populations qui sont souvent confrontées à la prolifération de certaines pathologies. Cette situation est favorisée par un certain nombre de facteurs :
- une forte taux de prévalence du paludisme (plus de 70 % des cas de consultation causés par la prolifération des moustiques favorisée par des cultures de cases et l'insalubrité des villages ;
- la faible utilisation des moustiquaires imprégnées ;
- un fort taux de maladies diarrhéiques dû au non-respect des règles hygiènes ;
- des difficultés d'accès aux soins de qualité à cause de l'insuffisance des infrastructures sanitaires fonctionnelles faute de bonne gestion.

## Éducation
Le secteur de l'éducation est en pleine expansion dans la commune de Dya avec une forte taux 75 % des enfants en âge scolaire sont inscrits soit un effectif de 2818.
En plus de ces performances, la localité dispose d'un patrimoine infrastructurel composé de:
- 2 collèges d'enseignement moyen (CEM) de Dya et de Ngothie
- 15 écoles élémentaires,
- 2 cases des tout-petits,
- 1 école franco-arabe privée

Cependant, malgré ce plateau scolaire relativement riche, le secteur éducatif reste confronté à plusieurs contraintes qui se résument :
- Au faible taux de réussite au CFEE et à l'entrée en 6e
- La précarité de l'environnement de l'école
- L'insuffisance des infrastructures scolaires
- La faible dynamisme des APE

## Sports culture

### Sports
Le secteur du sport regroupe plusieurs difficultés, le manque d'infrastructures sportives, la faible dynamisme des populations. En plus de ces défauts, la localité dispose d'un patrimoine infrastructurel tel que l'arène de lutte à Ngothie

### Culture
La commune de Dya est riche en cultures du fait qu'elle est composée de plusieurs ethnies : Sérères avec 65% des populations. Toutefois, nous rencontrons des Wolofs, des Peuls, Bambaras.
En outre, la commune est en majorité musulmane.